# Валер, Эктор
Эктор Валер Пинто (исп. Héctor Valer Pinto; род. 4 февраля 1959, Абанкай) — перуанский политик, занимавший пост премьер-министра Перу с 1 февраля по 8 февраля 2022 года в правительстве Педро Кастильо.

## Биография
Он родился 4 февраля 1959 года в Абанкае, департамент Апуримак. Он получил начальное образование в школе № 665 в Качоре, а среднее в Большом учебном заведении Мигеля Грау.
Валер изучал право и политологию в Университете Инки Гарсиласо де ла Вега с 1982 по 1992 год, а также в Свободном университете в Колумбии в 1995—1998 годах, который окончил 17 декабря 1997 года. Он также получил степень магистра по развитию сельских районов в Папском университете Хавериана в Колумбии и степень магистра уголовного права в Главном университете Сан-Маркоса. С 2012 года работает генеральным менеджером в Юридическом центре Valer Lawyers S. A. C.
Сменил множество партий. Первоначально избранный в Конгресс Перу в качестве приглашённого кандидата от партии Народного обновления, Валер впоследствии был исключён из избранного состава за поддержку Педро Кастильо после второго тура всеобщих выборов в Перу 2021 года. После непродолжительного пребывания на собрании партии «Мы Перу — Пурпурная партия», Валер в настоящее время заседает на собрании Демократической партии Перу, состоящей в основном из бывших законодателей Свободного Перу.
Валер был назначен премьер-министром президентом Педро Кастильо 1 февраля 2022 года после отставки Мирты Васкес. После его назначения президентом Педро Кастильо премьер-министром Перу выяснилось, что его дочь и жена обвинили его в физическом насилии в 2016 году. 5 февраля 2022 года, ещё до того, как конгресс назначил вотум доверия, запрошенный на этот день, Валер объявил, что уходит в отставку со своей должности, и отверг обвинения, заявив, что ответственность за сообщения несут правые элементы Перу.
При обсуждении в Конгрессе вопроса о погибших в резне в Хулиаке во время перуанских протестов 2022—2023 годов Валер выступил с нападкой в стиле террукео, разместив изображение серпа и молота рядом с изображениями жертв, заявив, что погибшие придерживались «позиции тех, кто использует массы и кто воюет в «Сияющем пути», которые продолжают придерживаться коммунистической идеологии».

## Политические позиции
Валер изначально начинал свою политическую карьеру в ультраправой партии, и, по данным газеты The Guardian, он занимает ультраконсервативные позиции. Он выступал против полового воспитания и был замечен в использовании сексистских выражений.